# When the Saints Go Marching In
When the Saints Go Marching In, vaak ingekort tot When the Saints of The Saints, is een Amerikaanse gospel. Het is onduidelijk wie de muziek of de tekst geschreven heeft. Als componist worden James Milton Black (1856-1935), Edward Boatner (1898-1981) en Virgil Oliver Stamps (1892-1940) genoemd, als tekstschrijver Katharine Purvis (?-1909) en Luther G. Presley (1887-1974). James Milton Black en Katharine Purvis zijn echter de componist en de tekstschrijfster van When the Saints Are Marching In, een andere gospel.  De twee liederen worden vaak verward. Er zijn trouwens nog meer gospels met vergelijkbare titels, maar een andere melodie: When the Saints March In for Crowning, When All the Saints Come Marching In en When the Saints Go Marching Home.
When the Saints Go Marching In wordt nog steeds gezongen in Amerikaanse kerken. Het is een populair lied bij begrafenissen. Daarnaast heeft het zich ontwikkeld tot een jazzstandard. Ook veel popmuzikanten, onder wie Fats Domino, Elvis Presley en The Beatles, hebben het lied uitgevoerd. De tekst spreekt over de Dag des oordeels en de zanger hoopt dat hij op die dag te midden van de heiligen de hemel mag betreden.

## Tekst
De tekst kent talloze varianten. Dit is maar een van de vele:
Oh, when the saints go marching in
Oh, when the saints go marching in
Lord I want to be in that number
When the saints go marching in
Oh, when the drums begin to bang
Oh, when the drums begin to bang
I want to be in that number
When the saints go marching in
Oh, when the stars fall from the sky
Oh, when the stars fall from the sky
I want to be in that number
When the saints go marching in
Oh, when the moon turns red with blood
Oh, when the moon turns red with blood
I want to be in that number
When the saints go marching in
Oh, when the trumpet sounds its call
Oh, when the trumpet sounds its call
I want to be in that number
When the saints go marching in
Oh, when the fire begins to blaze
Oh, when the fire begins to blaze
I want to be in that number
When the saints go marching in
Oh, when the saints go marching in
Oh, when the saints go marching in
I want to be in that number
When the saints go marching in.

## Gospel
In 1923 zetten The Paramount Jubilee Singers het liedje voor het eerst op de plaat, als gospel.
Een gospeluitvoering staat ook op de cd-box Peace in the Valley: The Complete Gospel Recordings met religieuze muziek van Elvis Presley.
Dolly Parton zong het liedje in een medley van gospels en Trini Lopez in een medley van gospels en volksliedjes op het album Trini Lopez at PJ’s van 1963.
Een van de vele koren die het lied op hun repertoire hebben is het Mormon Tabernacle Choir. Ook Mahalia Jackson had het nummer op haar repertoire. Het staat onder andere op Mahalia Jackson Live At Newport 1958.

## Jazzstandard

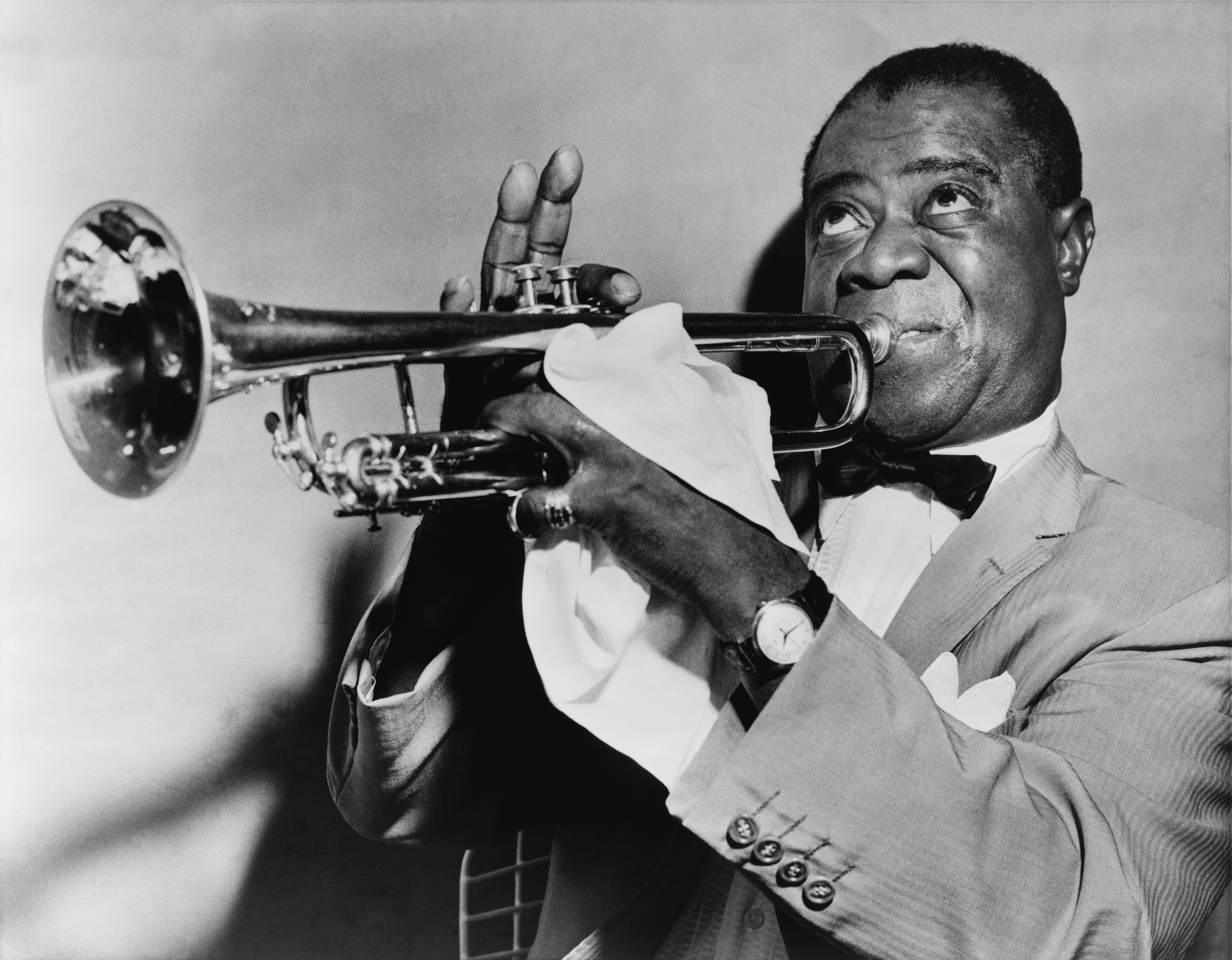
Louis Armstrong

Vermoedelijk was Louis Armstrong in 1938 de eerste die het lied in een jazzuitvoering op de plaat zette. Daarna bleef het nummer deel uitmaken van zijn vaste repertoire. En niet alleen zijn repertoire, maar het repertoire van iedere jazzband die zijn wortels had in New Orleans. Daar werd en wordt het nummer ook vaak gespeeld op begrafenissen, doorgaans na afloop, wanneer wat vrolijker muziek gewenst wordt.
Anderen die het lied hebben opgenomen, zijn Sidney Bechet (1949), Lu Watters (1950), Lionel Hampton (onder andere op de albums Hamp's Big Four van 1956 en Sunny Side of the Street uit 2001), Coleman Hawkins (op het album High Standards and Warhorses van 1951), Monty Alexander (op het album Caribbean Circle van 1992), Slim Harpo (in 1961, later uitgebracht op het album Live in Concert van 2011) en Chris Barber's Jazz Band (1954).

## Popnummer
Fats Domino, ook uit New Orleans, nam het lied al vroeg in zijn repertoire op. Hij bracht het doorgaans als laatste nummer van zijn optredens. Het nummer staat ook op de achterkant van de single Telling Lies uit 1959.
Elvis Presley bracht het lied behalve als gospel ook als popnummer. Hij zong het nummer samen met Jerry Lee Lewis tijdens de jamsessie The Million Dollar Quartet op 4 december 1956 en zong ook een ingekorte versie in de film Frankie and Johnny van 1966.
Anderen die het lied hebben opgenomen, zijn Judy Garland (solo en samen met Liza Minnelli live in het London Palladium in 1964), The Ink Spots (op het album If I Didn’t Care uit 1957), The Kingston Trio (op het album ...From the Hungry i uit 1959), Tears for Fears (op de cd/dvd Live from Santa Barbara uit 2009) en Bruce Springsteen tijdens zijn tournee met The Sessions Band in 2006.
Hal Linden voerde het lied uit onder begeleiding van Dr. Teeth and the Electric Mayhem, toen hij in 1980 te gast was in The Muppet Show.

### Versie van The Beatles
Een onbekend bandje, The Beatles, maakte op 22 en 23 juni 1961 in de Friedrich-Ebert-Halle en op 24 juni 1961 in Studio Rahlstedt in Hamburg een reeks opnamen als begeleidingsgroep van de zanger en gitarist Tony Sheridan onder leiding van producer Bert Kaempfert. When the Saints Go Marching In werd op 22 juni onder de titel The Saints als tweede nummer van die reeks opgenomen. Op 23 oktober van dat jaar kwam het nummer in Duitsland uit als B-kant van een single met My Bonnie als voorkant. Het werd een klein hitje (32 in de Musikmarkt Top 100).
Op de hoes en het etiket van de plaat werden The Beatles niet genoemd. Op de hoes werd helemaal geen melding gemaakt van de begeleidingsgroep en op het etiket werden ze The Beat Brothers genoemd. In de komende jaren werd The Beat Brothers een verzamelnaam voor iedere groep die met Sheridan opnamen maakte, ongeacht de samenstelling.
Op 5 januari 1962 kwam de single ook uit in het Verenigd Koninkrijk; nu werd ze toegeschreven aan ‘Tony Sheridan & The Beatles’, want The Beatles hadden inmiddels enige naam gemaakt.
De bezetting was:
- Tony Sheridan, zang en sologitaar
- John Lennon, slaggitaar
- Paul McCartney, basgitaar
- George Harrison, tweede sologitaar
- Pete Best, drums

John Lennon zei, toen hij in 1963 op de opname terugkeek: ‘It’s just Tony Sheridan singing, with us banging in the background. It’s terrible. It could be anybody.’
Toen The Beatles beroemd waren geworden, probeerde Polydor, de platenmaatschappij die My Bonnie had uitgebracht, mee te liften op het succes. Polydor bracht een langspeelplaat met de Hamburgse opnamen en een paar singles uit. The Saints staat onder andere op:
- De single My Bonnie/The Saints van ‘The Beatles with Tony Sheridan’, uitgebracht in de Verenigde Staten op 27 januari 1964.
- My Bonnie van 5 januari 1962, het eerste (Duitse) album van Tony Sheridan, waarop twee liedjes staan die hij met The Beatles had opgenomen: het titelnummer en The Saints. Bij de andere nummers bestond zijn begeleidingsgroep uit onbekende artiesten. Alle twaalf nummers op dit album staan op naam van Tony Sheridan and The Beat Brothers.
- The Beatles' First, een album met twaalf nummers, opgenomen in Hamburg in 1961 en 1962: zes van Tony Sheridan met The Beatles, twee van The Beatles zonder Sheridan en vier van Tony Sheridan met onbekende muzikanten. Het album kwam uit in april 1964.
- Beatles Bop – Hamburg Days van 6 november 2001, een dubbel-cd van de Duitse platenfirma Bear Family Records met een zo compleet mogelijke collectie van de nummers die The Beatles in Hamburg hebben opgenomen, inclusief verschillende versies van een aantal nummers.

De nummers op The Beatles' First zijn later vele malen opnieuw uitgebracht, ook op verzamelalbums met een andere selectie uit het beschikbare materiaal van Tony Sheridan met The Beat Brothers.

## Ander gebruik van het lied
Tijdens de Tweede Wereldoorlog schreef en zong Woody Guthrie patriottische en antifascistische liederen. Een daarvan, uit 1943, was een aangepaste versie van When the Saints Go Marching In: When the Yanks Go Marching In.
Bill Haley & His Comets zongen het lied in 1955 met een veranderde tekst, waarin de leden van de groep werden voorgesteld. Onder de titel The Saints Rock and Roll kwam het in 1956 uit als B-kant van R-O-C-K.
In oktober 1958 deden Louis Armstrong en Danny Kaye een komische sketch voor de film The Five Pennies: Five Pennies Saints, waarin ze speculeren over de vraag welke componisten en musici mogen spelen op de dag dat de heiligen komen binnenmarcheren.
Het nummer Revival van Johnny and the Hurricanes uit 1960 is een bewerking van When the Saints Go Marching In.
Diverse sportteams hebben When the Saints Go Marching In als clublied, soms met een aangepaste tekst. Het bekendste is het American footballteam New Orleans Saints, dat trouwens naar het liedje vernoemd is.